# Giorgio Mariuzzo
Giorgio Mariuzzo (* 14. Juli 1939 in Venedig) ist ein italienischer Drehbuchautor und Filmregisseur.

## Leben
Mariuzzo begann beim Film als Regieassistent im Jahr 1968 und wandte sich ab Mitte der 1970er Jahre dem Schreiben von Drehbüchern zu. Zahlreiche Werke zu Gebrauchsfilmen entstanden, von denen er eine Handvoll auch in eigener Regie verfilmte. Mehrere Male arbeitete er mit Lucio Fulci bei dessen Splatterfilmen zusammen; ab 1985 war er fast ausschließlich für das Fernsehen tätig. Ein Pseudonym Mariuzzos ist George McRoots.

## Filmografie (Auswahl)
- 1976: Apache Woman (Una donna chiamata Apache) (& Regie)
- 1980: Das Syndikat des Grauens (Luca il contrabbandiere)
- 1981: Das Haus an der Friedhofsmauer (La villa accanto al cimitero)
- 1981: Hilfe, meine Frau geht wieder zur Schule (Mia moglie torna a scuola)
- 1981: Über dem Jenseits (E tu vivrai nel terrore – L'aldilà)
- 1987: Dämonia (Aenigma)
- 1995: Weihnachtsfest mit Hindernissen (Natale con papà) (Fernsehfilm)
- 1997: Der Mädchenmord (In fondo al cuore) (Fernsehfilm)
- 2000: Der Weg des Herzens (Qualcuna da amare) (Fernsehfilm)
- 2004: Liebe geht durch den Magen (Mai storie d'amore in cucina) (Fernsehfilm)